# Milky
Milky is een Italiaanse danceact.

## Biografie
Milky bestaat uit producenten Giordano Trivellato en Giuliano Sacchetto en zangeres Giuditta. In 2002 scoorden ze een hit met Just The Way You Are.

### Hitlijsten
| Single met hitnotering(en) in de Vlaamse Ultratop 50 | Datum van verschijnen | Datum van binnenkomst | Hoogste positie | Aantal weken | Opmerkingen |
| ---------------------------------------------------- | --------------------- | --------------------- | --------------- | ------------ | ----------- |
| Just The Way You Are                                 | 2002                  | 02-11-2002            | 36              | 5            |             |

| Single met eventuele hitnotering(en) in de Nederlandse Top 40 | Datum van verschijnen | Datum van binnenkomst | Hoogste positie | Aantal weken | Opmerkingen             |
| ------------------------------------------------------------- | --------------------- | --------------------- | --------------- | ------------ | ----------------------- |
| Just The Way You Are                                          | 2002                  | 19-10-2002            | 18              | 5            | Dancesmash op Radio 538 |